# Rolf Best
Rolf Best (* 12. Juli 1906 in Essen; † 28. Mai 1981 in Saarbrücken) war ein deutscher Jurist.

## Werdegang
Nach dem Abitur in Saarbrücken studierte Best Rechtswissenschaften an den Universitäten München und Bonn. 1934 wurde er an der Juristischen Fakultät der Universität Erlangen mit der Dissertation Die Verschiedenheit der Schuldauffassungen im Straf- und Zivilrecht promoviert.
Er war ab 1957 Chef der Staatskanzlei des Saarlandes und später von 1964 bis 1971 Präsident des Saarländischen Oberlandesgerichts. Von 1966 bis 1971 war er Präsident des Verfassungsgerichtshofes des Saarlandes.

## Ehrungen
- 1972: Großes Verdienstkreuz der Bundesrepublik Deutschland